# Premier métacarpien
Pour un article plus général, voir Métacarpien.
Le premier métacarpien est est un os long du métacarpe situé à l'arrière du pouce. Il est relié au trapèze du carpe au niveau de la première articulation carpo-métacarpienne et à la phalange proximale du pouce au niveau de la première articulation métacarpo-phalangienne .

## Description
Le premier os métacarpien est le plus court et le plus épais des métacarpiens. Il est situé sur un plan plus antérieur et plus oblique.

### Base
La surface articulaire de la base est en selle et s'articule avec le trapèze. La surface articulaire est délimitée par une crête épaisse en forme de crête s'étendant autour de sa circonférence.
Sur le côté palmaire et latéral de la base se trouve l'insertion du tendon du muscle long abducteur du pouce, généralement doté d'un petit tubercule.
La configuration de l'articulation carpo-métacarpienne du pouce joue un rôle important dans le mécanisme d'opposition.

### Corps
Son corps est aplati d'avant en arrière.
La surface dorsale est faiblement convexe longitudinalement, tandis que ses faces palmaire et latérales ont tendance à être concaves.
Les faces palmaire et médiale présentent une crête émoussée qui sépare une partie latérale plus large pour l'insertion du muscle opposant du pouce et une partie médiale plus petit pour l'origine du chef latéral du premier muscle interosseux dorsal de la main.
Contrairement aux autres métacarpiens, le premier métacarpien n'a pas de facettes articulaires sur les côtés de sa base car il s'articule exclusivement avec le trapèze.

### Tête
La tête est moins arrondie et moins sphérique que celles des autres métacarpiens, ce qui la rend mieux adaptée à une articulation en forme de charnière.
La surface articulaire distale est quadrilatérale, large et plate, plus épaisse et plus large transversalement et s'étend beaucoup plus du côté palmaire que du côté dorsal.
Sur la face palmaire de la surface articulaire, il y a une paire d'éminences qui s'articulent avec les os sésamoïdes radiaux et ulnaires de l'articulation métacarpo-phalangienne du pouce , la latérale étant plus grande que la médiale.

## Embryologie

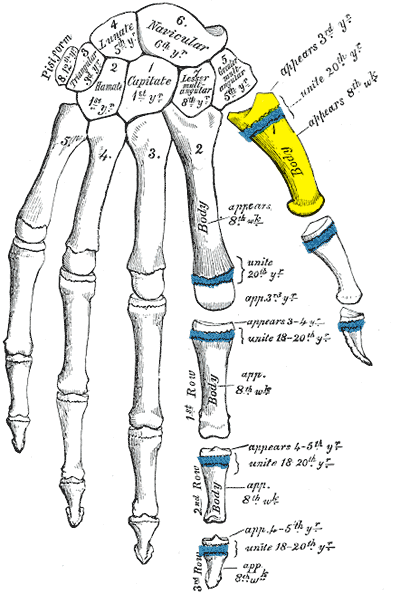
Ossification des os de la main. Premier métacarpien représenté en jaune.

L'os métacarpien du pouce a deux centres d'ossification : un centre primaire dans la diaphyse et un centre secondaire dans la base contrairement aux quatre autres os métacarpiens où le centre secondaire se trouve dans la tête. Le processus d'ossification commence dans la diaphyse au cours de la neuvième semaine de la vie prénatale et dans la base au cours de la deuxième année de vie chez les filles et de la troisième année chez les garçons.  
Ces centres se réunissent avant la quinzième année chez les filles et la dix-septième année chez les garçons. 

## Aspect clinique
Les fractures des os métacarpiens représentent 30 à 40 % de toutes les fractures de la main, dont 25 % surviennent dans le premier métacarpien (deuxième après les fractures du cinquième métacarpien). 80% des fractures du premier métacarpien surviennent à sa base. 
Les fractures courantes du métacarpien du pouce comprennent la fracture de Bennett et la fracture de Rolando.